# 本庄市

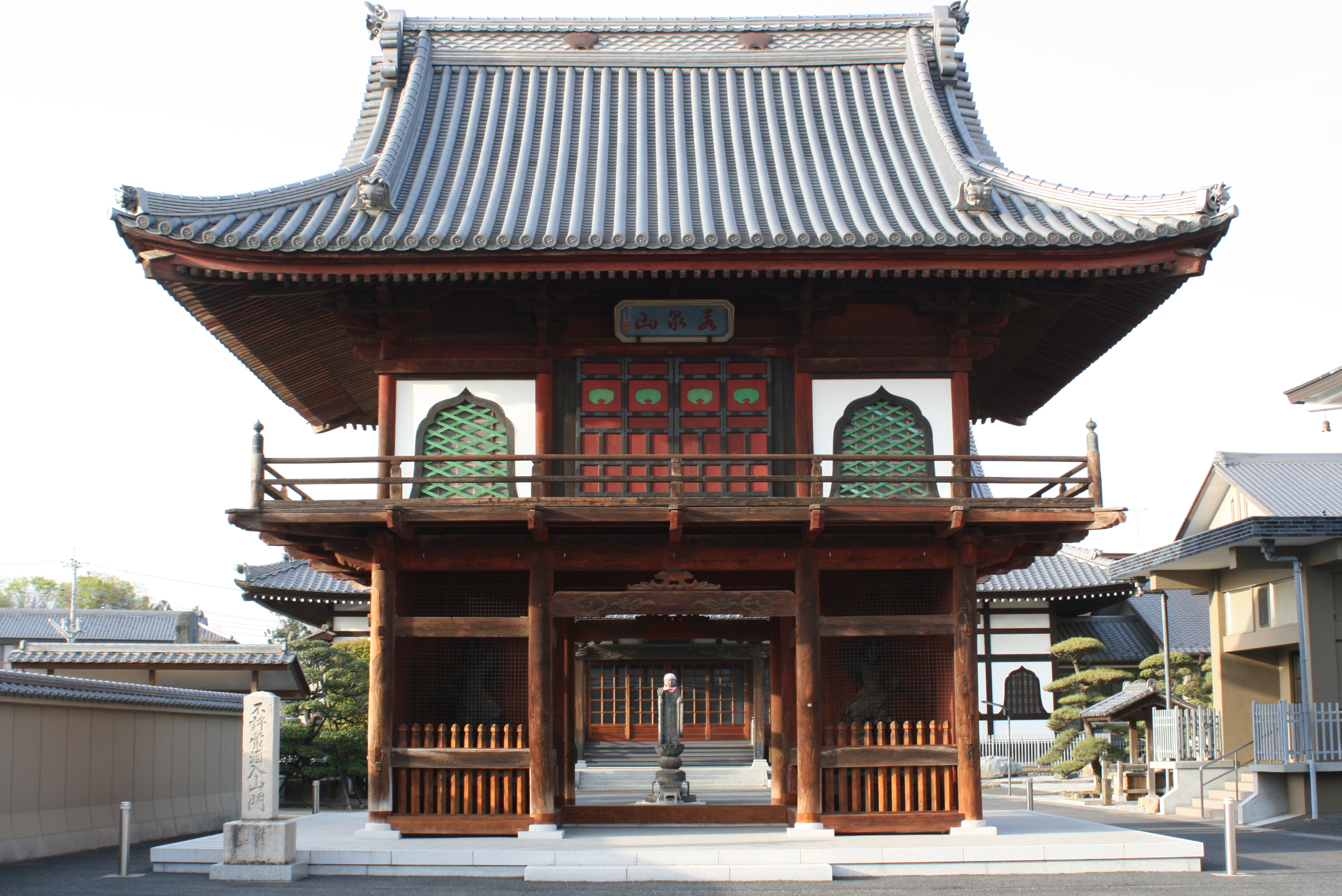
安養院

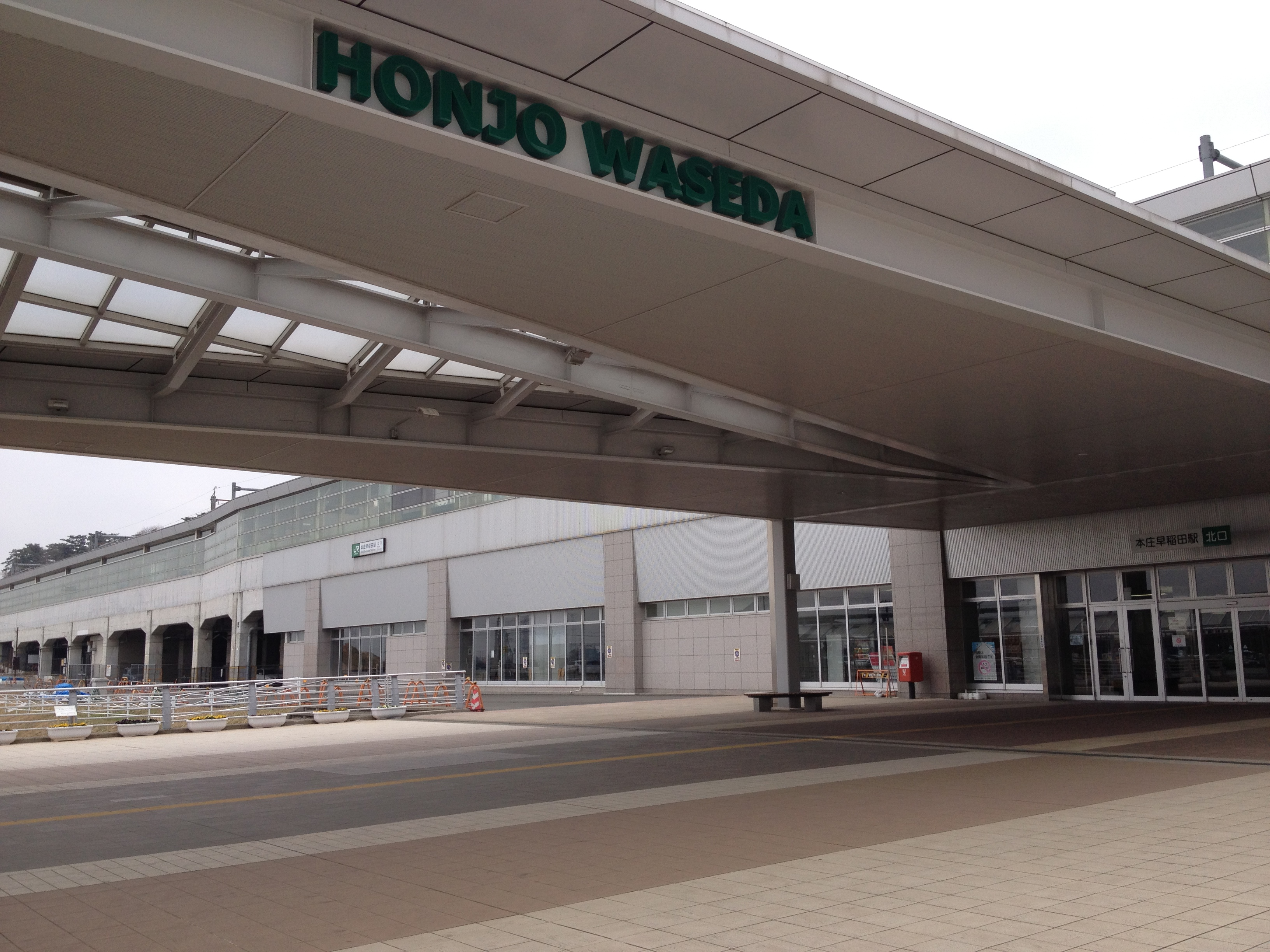
本庄早稲田駅

本庄市（ほんじょうし）は、埼玉県の北西部に位置する市。地方拠点都市に指定されている。
中山道の宿場・本庄宿が置かれた。本庄宿は中山道の中で最大の宿場町として栄え、明治時代には本庄への遷都が推薦されていた事がある。

## 地理と風土

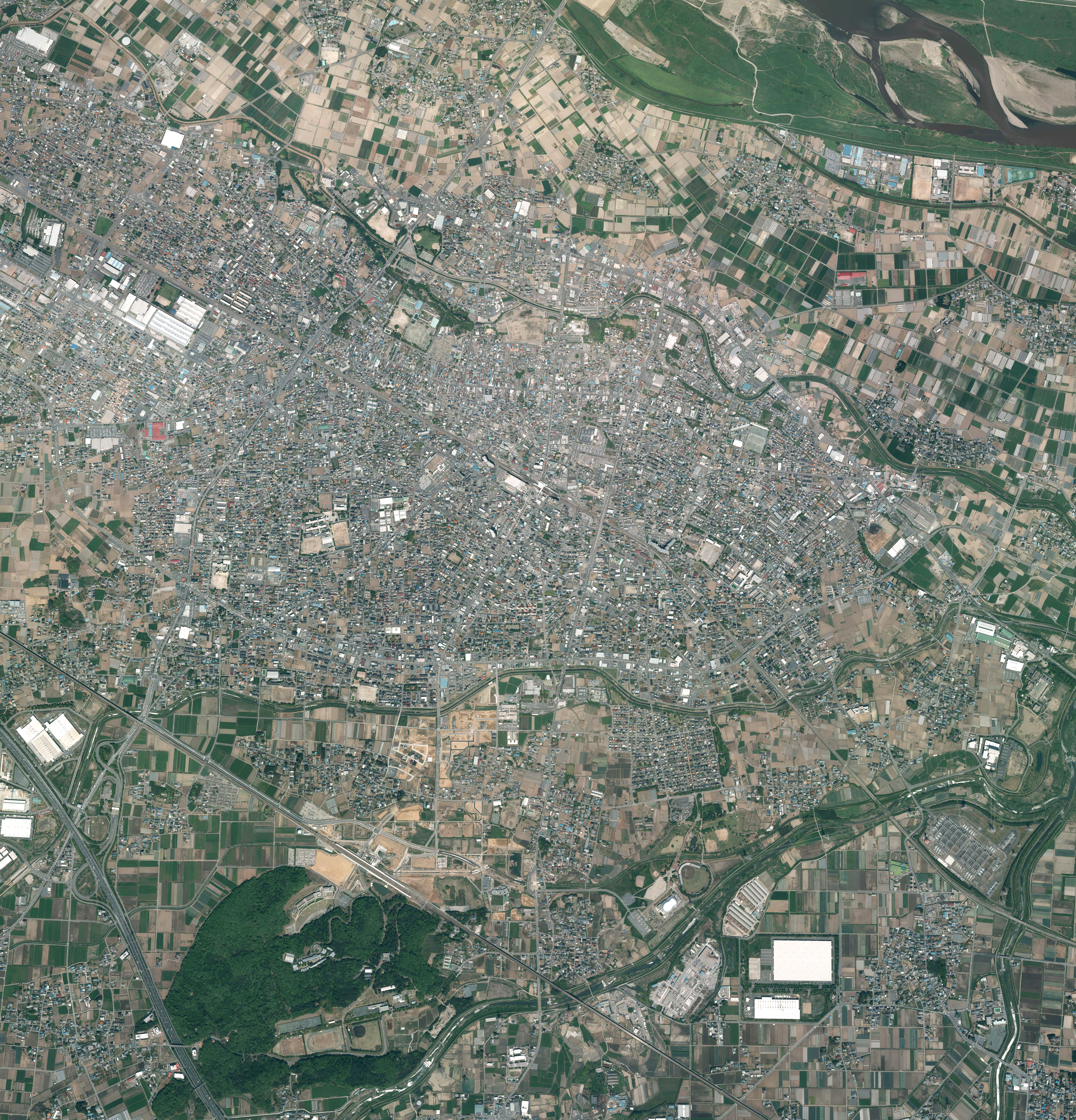
本庄市中心部周辺の空中写真。2010年5月1日撮影の24枚を合成作成。。

埼玉県の北西部に位置し、北に利根川が位置し、市内中央部にJR高崎線が、南部に関越自動車道と上越新幹線が東西に横断している。市街地は本庄駅付近に集中する。国道17号（本庄駅北側）より北部は畑が広がり、住宅密集地は本庄駅の南部方面に広がっている。本庄北部は畑が広がっているために、風をさえぎる物がなく、秋冬では西風が強い。内陸の台地(北武蔵台地・本庄台地)で比較的安定した風土を保つ。旧市内域（児玉町合併以前）では、3分の2が台地上に当たる。一方で、児玉南部方面は山麓地帯であるために、夏場では山間独特の湿度の高さがあり、土砂崩れも多いようである。
利根川に架かる坂東大橋が架け替えられ、2004年3月6日に開通した。また同年3月13日には、上越新幹線の本庄早稲田駅が開業した。
中世では軍事的に重要な拠点の一つだった（五十子陣の方を参照）。

## 歴史
旧石器などの遺物の出土や縄文期、弥生期、古墳期と、各時代にそれぞれ遺跡がある事からも分かるように原始時代の頃より本庄には人々が暮らしていた。
本庄の古墳時代の特色として、旧児玉町下浅見の鷺山古墳が4世紀中頃（333年 - 366年）まで遡る県内でも最古級かつ最大（全長約60m）の前方後方墳に当たる事、また、本庄の大久保山古墳群の前山1号墳は県内最大の前期前方後円墳であり、武蔵国北部に顕著な巨大円墳も古墳時代の本庄の特色の一つである。
平安時代にこの地域を群雄割拠した武蔵七党の一つにして最大勢力を有した児玉党を構成する（かつ党首でもあった）庄氏本宗家が当地に館を築き、鎌倉時代に庄氏から派生した本庄氏がこの地に土着した事が地名の由来である。
12世紀頃、 武蔵七党中最大の武士団である児玉党の本宗家4代目庄太夫家弘が現在の本庄市栗崎の地に館を築く（以降、本宗家の領地となる）。
13世紀頃、庄太郎家長の四男、時家が本庄氏を名乗り、現在の本庄市北堀の地に館を築く。
15世紀には五十子陣が築かれて古河公方と対立する関東管領上杉氏の事実上の本拠地となったが（享徳の乱）、上杉軍の内紛（長尾景春の乱）によって放棄せざるを得なくなった（五十子の戦い）。
16世紀の終わりに本庄氏が没落し、信濃国から移された小笠原氏の城下町となり、のちに本庄藩が生ずるも17世紀初期には廃藩となった。中世に武家の領地（城下町）として始まり、近世では幕府の政策の都合から宿場町として栄え、商人の町として発展し、戸谷半兵衛と言った豪商も輩出している。18世紀には中山道で最大の宿場町となり、各地から人や物流が集中した。明治以降は生糸・絹織物の産地として栄え、工場も建てられるようになり、東諸井家など日本の近代化に貢献した一族も輩出した。
- 市名の由来 - 「本庄城」から。本庄宮内少輔実忠が1556年に築城した。本庄氏滅亡後に落城した後、小笠原掃部大夫信嶺によって築かれた城を、第二次本庄城、または後期本庄城、通称、小笠原氏本庄城と言う。現在の城山稲荷神社付近に当たる。

### 年表

2代目の本庄市章
2006年10月22日制定

- 1889年（明治22年）4月1日 - 町村制の施行により、本庄宿から児玉郡本庄町となる[6]。
- 1923年（大正12年）9月4日 - 本庄事件。関東大震災後の混乱の中で朝鮮人が殺害される事件が発生。
- 1948年（昭和23年）8月 - 本庄事件。同年8月12日に本庄町における暴力団と町議、官憲との馴れ合いを報道した朝日新聞記者が暴行、脅迫を受けたのをきっかけに、抗議活動として8月26日に暴力団追放町民大会が開催され1万人の参加者を集めた[7]。
- 1954年（昭和29年）7月1日 - 児玉郡本庄町・藤田村・仁手村・旭村・北泉村が合併（新設合併）し、本庄市となる[8]。
- 1957年（昭和32年）7月18日 - 児玉郡共和村の一部を編入する[9]。
- 1995年（平成7年）-1999年（平成11年） 本庄保険金殺人事件。
- 2006年（平成18年）1月10日 - （旧）本庄市、児玉郡児玉町と新設合併し、新たに本庄市となる（児玉町と合併以前の人口は6万1千人）。
- 2006年（平成18年）10月22日 - 2代目の市章を制定する[10]。

## 人口
| |                                        |  |
| 本庄市と全国の年齢別人口分布（2005年） | 本庄市の年齢・男女別人口分布（2005年） |  |
| ■紫色 ― 本庄市 ■緑色 ― 日本全国 | ■青色 ― 男性 ■赤色 ― 女性              |  |
| 本庄市（に相当する地域）の人口の推移 \| 1970年（昭和45年） \| 65,187人 \| \| \| 1975年（昭和50年） \| 69,294人 \| \| \| 1980年（昭和55年） \| 72,089人 \| \| \| 1985年（昭和60年） \| 75,449人 \| \| \| 1990年（平成2年） \| 78,551人 \| \| \| 1995年（平成7年） \| 81,662人 \| \| \| 2000年（平成12年） \| 82,670人 \| \| \| 2005年（平成17年） \| 81,957人 \| \| \| 2010年（平成22年） \| 81,889人 \| \| \| 2015年（平成27年） \| 77,881人 \| \| \| 2020年（令和2年） \| 78,569人 \| \| |                                        |  |
| 総務省統計局 国勢調査より |                                        |  |
| 1970年（昭和45年） | 65,187人                               |  |
| 1975年（昭和50年） | 69,294人                               |  |
| 1980年（昭和55年） | 72,089人                               |  |
| 1985年（昭和60年） | 75,449人                               |  |
| 1990年（平成2年） | 78,551人                               |  |
| 1995年（平成7年） | 81,662人                               |  |
| 2000年（平成12年） | 82,670人                               |  |
| 2005年（平成17年） | 81,957人                               |  |
| 2010年（平成22年） | 81,889人                               |  |
| 2015年（平成27年） | 77,881人                               |  |
| 2020年（令和2年） | 78,569人                               |  |

## 行政
- 市長：吉田信解（よしだ しんげ、無所属、5期目、初当選時は埼玉県内最年少市長。2006年1月29日、合併後の新・本庄市長に無投票初当選。2010年1月31日再選。2022年1月30日、12年ぶりの新人との選挙戦の末に5選。2005年7月4日 - 2006年1月9日まで旧本庄市長）

### 歴代市長
旧本庄市長
| 代 | 氏名       | 就任                       | 退任                       | 備考 |
| -- | ---------- | -------------------------- | -------------------------- | ---- |
| 1  | 中島一十郎 | 1954年（昭和29年）8月6日   | 1958年（昭和33年）8月4日   |      |
| 2  | 増野一吉   | 1958年（昭和33年）8月5日   | 1970年（昭和45年）8月4日   |      |
| 3  | 高橋福松   | 1970年（昭和45年）8月5日   | 1975年（昭和50年）9月16日  |      |
| 4  | 山田一男   | 1975年（昭和50年）10月26日 | 1979年（昭和54年）10月25日 |      |
| 5  | 織茂良平   | 1979年（昭和54年）10月26日 | 1989年（平成元年）5月21日  |      |
| 6  | 茂木稔     | 1989年（平成元年）7月2日   | 2005年（平成17年）7月1日   |      |
| 7  | 吉田信解   | 2005年（平成17年）7月2日   | 2006年（平成18年）1月9日   |      |

本庄市長
| 代 | 氏名     | 就任                     | 退任 | 備考 |
| -- | -------- | ------------------------ | ---- | ---- |
| 1  | 吉田信解 | 2006年（平成18年）2月5日 | 現職 |      |

### 市町村合併

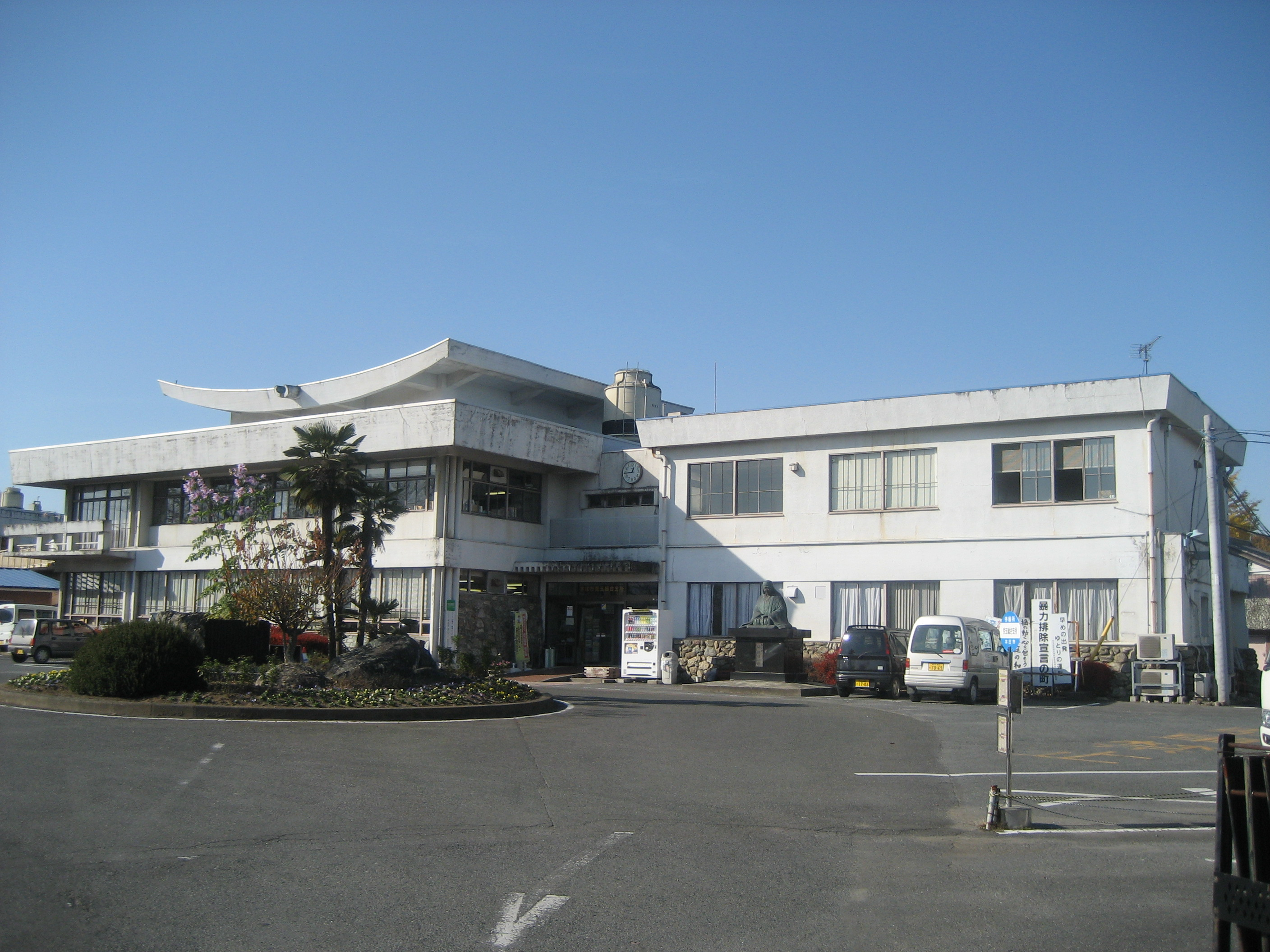
児玉総合支所旧庁舎（旧児玉町役場庁舎）

児玉郡の5町村（美里町、児玉町、神川町、神泉村、上里町）との合併が協議されていた（児玉地域合併協議会・新市名：こだま市）が、美里町の離脱により2004年6月、協議会は解散した。
2005年1月に児玉町との間で合併協議会が設置された。2006年1月10日に新設合併し、新しい本庄市となった。

### 住所表記
本庄地域
住居表示実施地区と大字なしの旧本庄町域（通称町名：諏訪町・台町・本町・照若町）は変更なし。
上記以外の地区は「大字」の字句を削除。
- 例：本庄市大字上仁手→本庄市上仁手

児玉地域
「大字」の字句を削除し、本庄市のあとに児玉町（旧大字名）と付く。
- 例：児玉郡児玉町大字吉田林→本庄市児玉町吉田林（ほんじょうしこだまちょうきたばやし）

### 広域行政
- 児玉郡市広域市町村圏組合（児玉郡上里町、児玉郡美里町、児玉郡神川町の1市・3町でごみ処理（収集運搬を除く）、余熱利用施設、し尿処理（収集運搬を除く）、火葬場、消防・救急、職員研修、広域センター等管理、火薬類取締法・液化石油ガス法・高圧ガス保安法に基づく事務を行っている）
- 本庄上里学校給食組合（児玉郡上里町とともに学校給食センターの運営を行っている）
- 埼玉県都市ボートレース企業団（飯能市、加須市、鴻巣市、東松山市、狭山市、春日部市、羽生市、深谷市、上尾市、草加市、越谷市、入間市、朝霞市、さいたま市とともに、戸田競艇の開催に関する事務を行っている）

## 議会

### 県議会
- 選挙区：北第2区（本庄市・神川町・上里町）
- 定数：2名
- 任期：2023年（令和5年）4月30日～2027年（令和9年）4月29日

| 氏名     | 会派名                     |
| -------- | -------------------------- |
| 齊藤邦明 | 自由民主党埼玉県議会議員団 |
| 飯塚俊彦 | 自由民主党埼玉県議会議員団 |

### 衆議院
- 任期 ： 2017年（平成29年）10月22日 - 2021年（令和3年）10月21日（「第48回衆議院議員総選挙」参照）

| 選挙区                                               | 議員名   | 党派名     | 当選回数 | 備考   |
| ---------------------------------------------------- | -------- | ---------- | -------- | ------ |
| 埼玉県第11区（本庄市など）、秩父郡、児玉郡、大里郡） | 小泉龍司 | 自由民主党 | 6        | 選挙区 |

## 経済

### 市内に本社を置く主な企業
- タカハシソース
- グローバルソフトウェア
- 本庄ガス
- 本庄ケーブルテレビ
- 横尾材木店
- アルプス工業
- カインズ（2012年10月に本庄早稲田駅南側に移転）
  - オートアールズ（カインズと同じベイシアグループ、同本社内に2015年頃に移転）
- ケイアイスター不動産

### 市内に事業所を置く主な企業
- 赤城乳業本庄千本さくら『5S』工場
- プリントパック関東本庄工場
- 沖電気工業本庄工場
- マレリ児玉工場
- 共立印刷埼玉工場（本庄第1工場、本庄第2工場、児玉工場）
- HOYA
- 富士機工本庄工場
- 金冠堂埼玉工場
- エステー埼玉工場
- シルバー鋼機本庄工場
- 東特塗料本庄工場
- ヤマキ醸造本庄工場
- 富士段ボール本庄工場
- ブリヂストン化成品北関東工場

### 工業団地
- 児玉工業団地
- 本庄いまい台産業団地
- 本庄利根工業団地

### 商業施設
- 総合スーパー
  - MEGAドン・キホーテUNY本庄店
  - ベイシアゲート本庄早稲田（カインズホーム、ベイシアを中心としたモール）
- 食品スーパー
  - ベルクフォルテ本庄店・ベスタ本庄寿店
  - ヤオコー児玉バイパス店・本庄中央店
  - フレッセイ児玉店
  - ベイシアマート本庄児玉店
- 家電量販店
  - ケーズデンキ本庄店
  - ヤマダデンキテックランド本庄店
  - 家電のデンキチ本庄児玉インター店

## 公共施設

### 市の施設
- 本庄市役所
  - 本庄市児玉総合支所（アスピアこだま内）

公民館
- 本庄市児玉中央公民館
- 本庄市本庄公民館
- 本庄市本庄東公民館
- 本庄市本庄西公民館
- 本庄市本庄南公民館
- 本庄市藤田公民館
- 本庄市仁手公民館
- 本庄市旭公民館
- 本庄市北泉公民館
- 本庄市児玉公民館（アスピアこだま内）
- 本庄市共和公民館

文化会館
- 本庄市民文化会館
- 本庄市児玉文化会館（セルディ）

図書館
- 本庄市立図書館
  - 本庄市立図書館児玉分館

博物館・資料館
- 本庄市立歴史民俗資料館（閉館）
- 塙保己一記念館（アスピアこだま内）
- 競進社模範蚕室

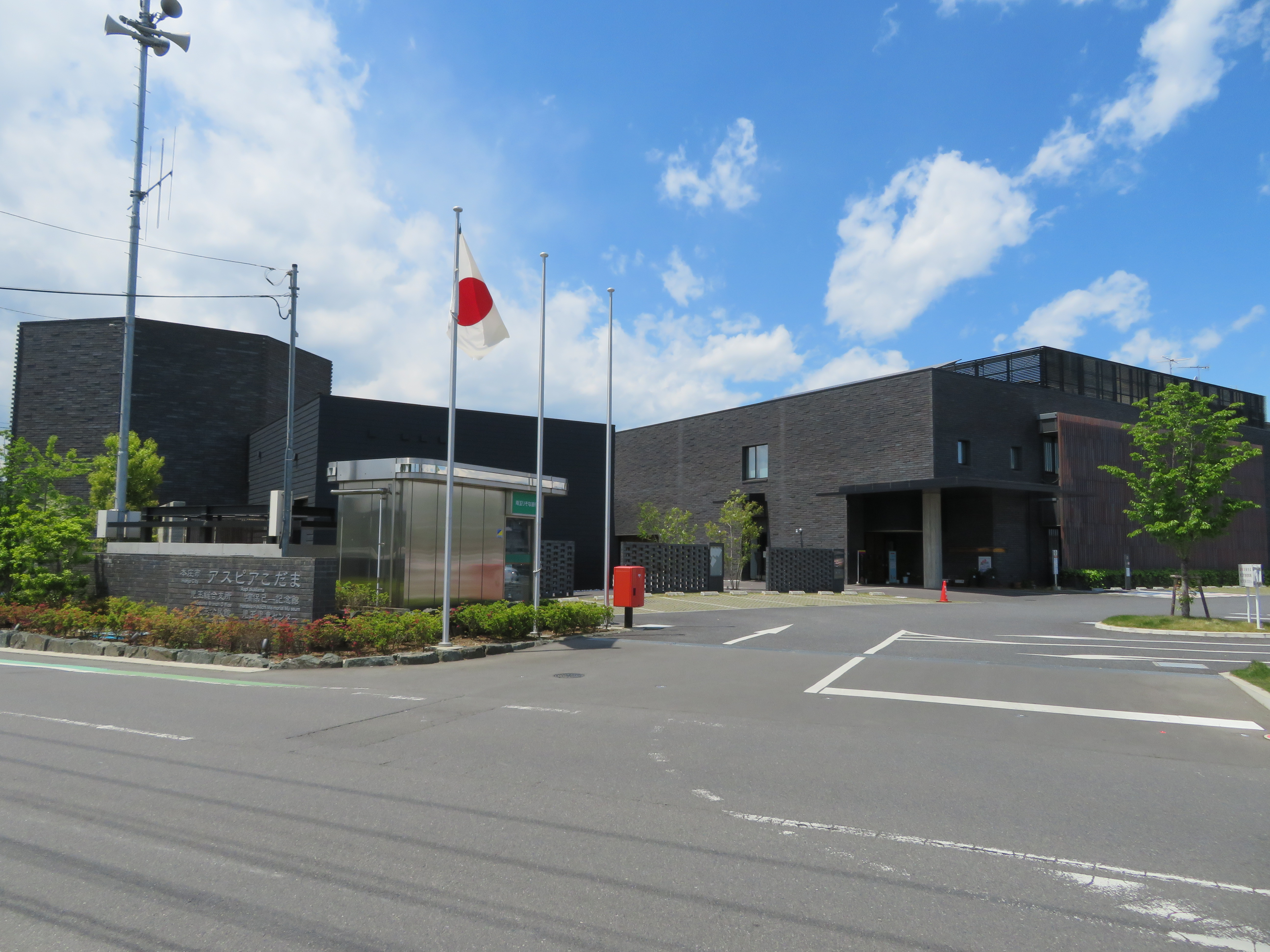
アスピアこだま

- 本庄早稲田の杜ミュージアム（本庄市と早稲田大学の共同設営）

### その他の施設
- 本庄市あさひ多目的研修センター
- 本庄市勤労青少年ホーム
- 本庄いまい台交流センター
- 本庄市観光農業センター
- 本庄市ふれあいの里いずみ亭
- 本庄市インフォメーションセンター（テラスバ本庄 内）
- 本庄市東台会館
- 本庄市児玉隣保館
- はにぽんプラザ(本庄市市民活動交流センター)

福祉センター
- 本庄市障害福祉センター
- 本庄市老人福祉センターつきみ荘

保健センター
- 本庄市保健センター
  - 本庄市児玉保健センター

児童センター
- 本庄市前原児童センター
- 本庄市日の出児童センター
- 本庄市児玉児童センター（アスピアこだま内）

### 運動施設
- 本庄総合公園市民球場（ケイアイスタジアム）
- 本庄総合公園体育館（カミケンシルクドーム）
- 児玉総合公園体育館（エコーピア）
- 武道館（若泉運動公園 内）
- 本庄総合公園多目的グラウンド
- 児玉総合運動公園グラウンド
- 遊水地グラウンド（天然芝）
- 若泉運動公園第1グラウンド
- 若泉運動公園第2グラウンド
- 若泉運動公園多目的グラウンド（人工芝）
- 下仁手グラウンド
- 小山川グラウンド（埼玉県 所有）
- (仮)本庄総合公園サッカー場（人工芝）※計画中
- 若泉運動公園第1テニスコート（人工芝4面）
- 若泉運動公園第2テニスコート（クレー4面）
- 北泉テニスコート（クレー3面）
- 共栄公園テニスコート（ハード2面）

### 都市公園
- 柏公園  
- 寿こども広場　
- いちょう公園　
- 下仁手公園
- もみのき公園  
- 小島南なかよし公園  
- ねむのき公園  
- 千代田こども広場
- けやき公園
- 松原こども広場
- くるみ公園  
- みとざか広場  
- どんぐり公園  
- ポニー公園
- さくら公園
- 若泉こども広場
- かえで公園  
- 万年寺ふれあい公園
- 見福公園
- 五十子ふれあい公園
- 栄公園　
- 朝日町あけぼの公園
- 日の出公園  
- 朝日町なかよし公園  
- 城下公園  
- 五十子北公園
- 朝日ちびっこ公園  
- 児玉児童公園  
- 小島南ひだまり公園
- 下町児童公園
- 若泉第一公園  
- 若泉第二公園
- 花の木公園  
- 吉田林児童公園
- 小島西公園
- 児玉総合公園  
- 駅南公園
- 下野堂わんぱく広場
- 思池親水公園
- つつじ公園
- しものどう公園  
- 蛭川農村公園
- みずき公園  
- 公家塚公園  
- 清水の池公園
- 千代田小公園  
- 薬師堂公園  
- 第一金屋公園
- 城下小公園  
- 小島西１号古墳公園
- 千本桜公園  
- 本庄小公園
- 小島西２号古墳公園
- 桃花木公園  
- やまぶき公園  
- 小島西３号古墳公園
- 戸森公園
- 柏第二公園
- 西富田公園
- 戸森第二公園  
- 四季の里第一公園
- 万年寺下公園  
- 四季の里第二公園
- 本庄ふるさとフラワーパーク  
- 高柳公園  
- 四季の里東公園
- いまい台南公園  
- 塙保己一公園  
- 四季の里西公園
- 森と泉公園  
- 共栄公園  
- おじま台小公園
- マリーゴールドの丘公園 （冬季のみイルミネーション開催）
- 宮内公園  
- 前原公園
- ふるさとの森公園
- 本庄こども広場
- 児玉総合運動公園
- 東台こども広場
- 金鑽ふれあい公園
- 日の出こども広場
- 仙南こども広場
- 向河原公園  
- いまい台北公園
- 長沖古墳公園　
- 東台ふれあい公園
- 西今井こども広場
- 堀田農村公園
- 西冨田こども広場
- 牧西農村公園  
- 塙保己一旅立ち公園
- 傍示堂農村公園  
- 西富田第二こども広場
- 新田原農村公園  
- 東今井小公園
- 久々宇農村公園
- 大久保こども広場
- 仁手農村公園　
- 小和瀬農村公園
- 田中農村公園  
- ことぶき公園

### 児玉郡市広域市町村圏組合の施設
- 本庄市内に所在する組合の施設

- 組合事務所（小山川クリーンセンター内）
- 児玉郡市広域消防本部・中央消防署
  - 本庄分署
  - 児玉分署

- し尿処理施設利根グリーンセンター
- ごみ処理施設小山川クリーンセンター
- 余熱利用施設湯かっこ
- 栗崎埋立最終処分施設

### 県の施設
- 埼玉県本庄地方庁舎
  - 北部地域振興センター本庄事務所
  - 本庄県税事務所
- 本庄県土整備事務所
- 熊谷建築安全センター本庄駐在
- 本庄保健所
- 北部福祉事務所

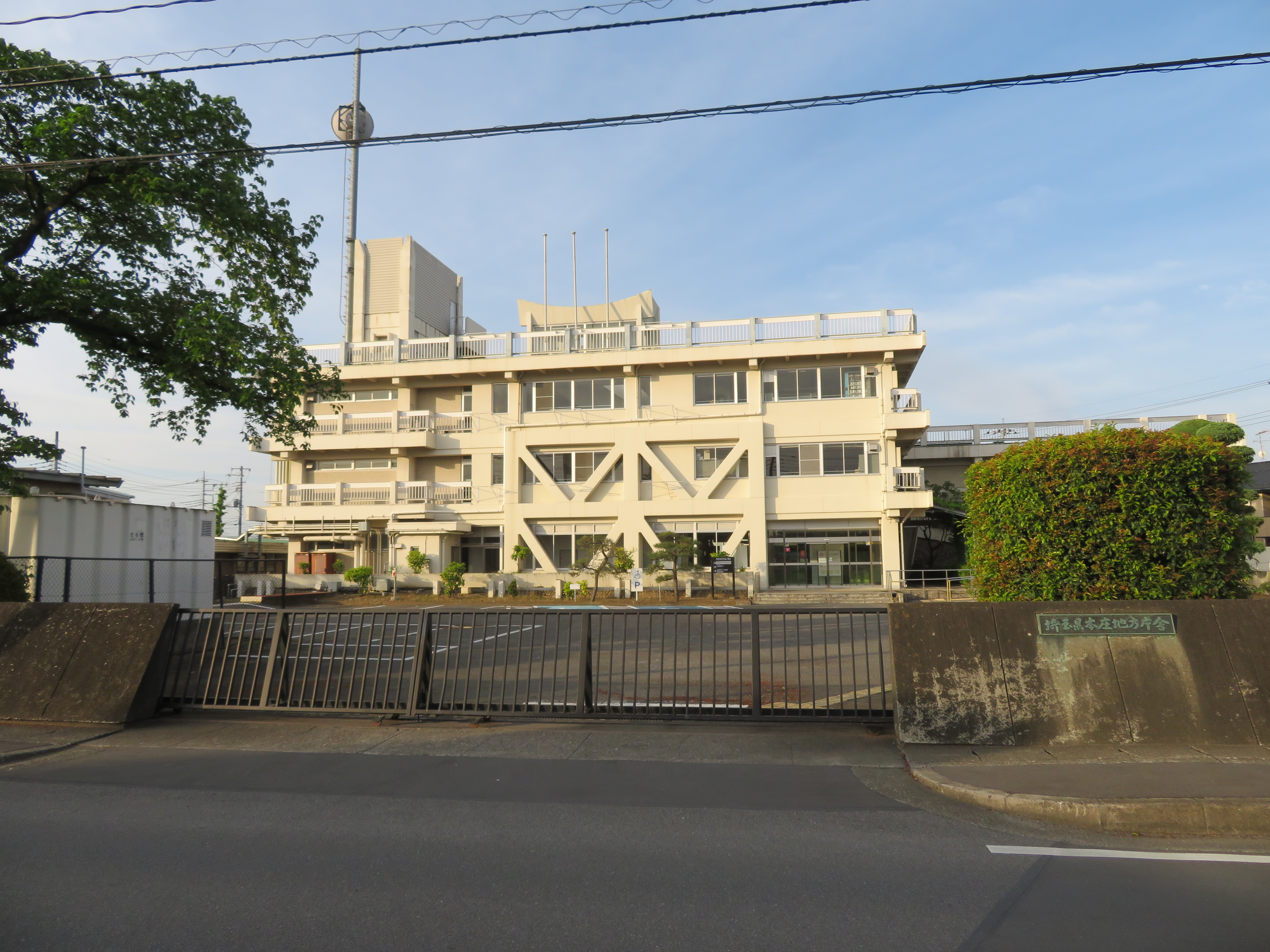
本庄地方庁舎
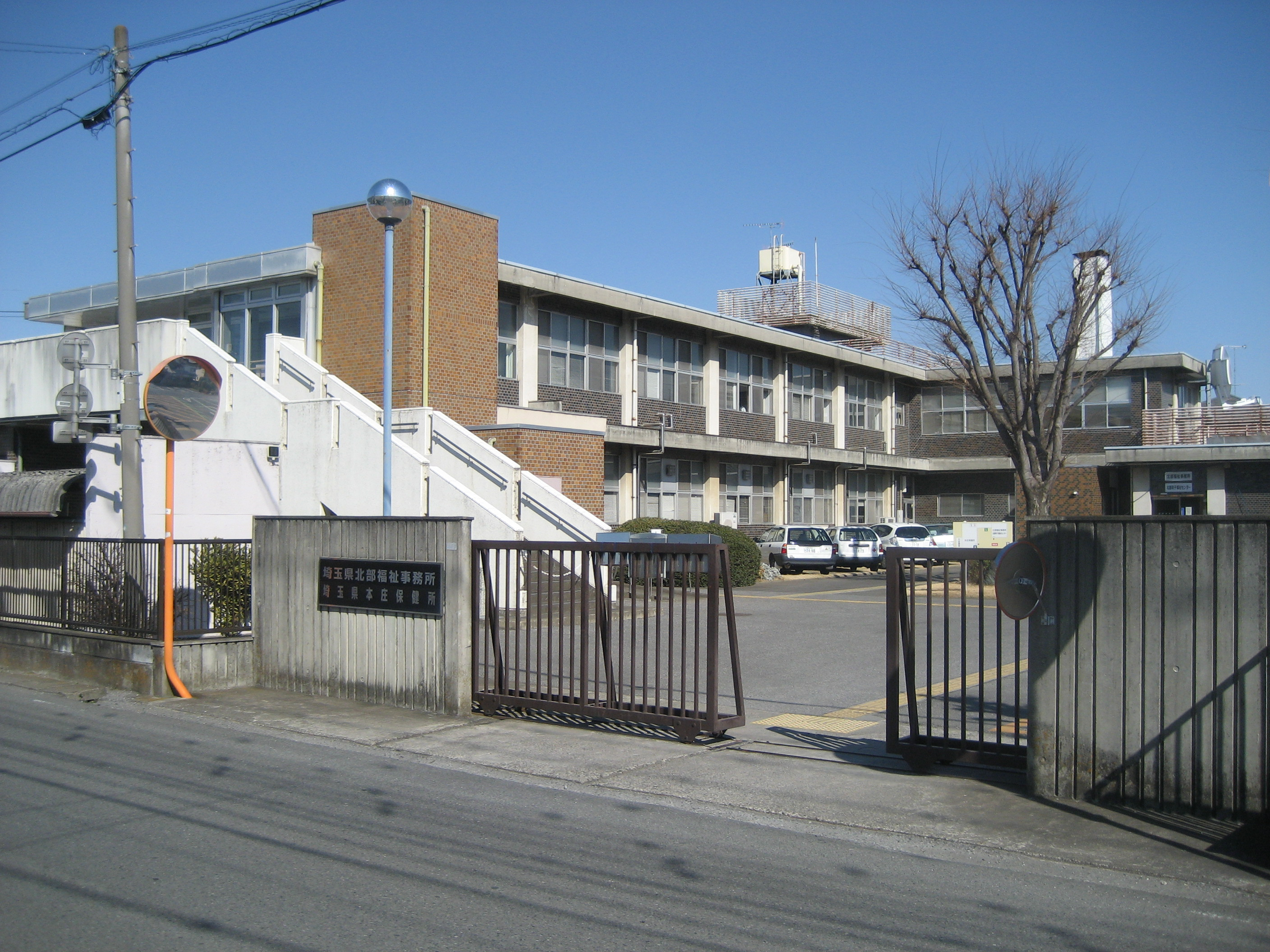
北部福祉事務所・本庄保健所
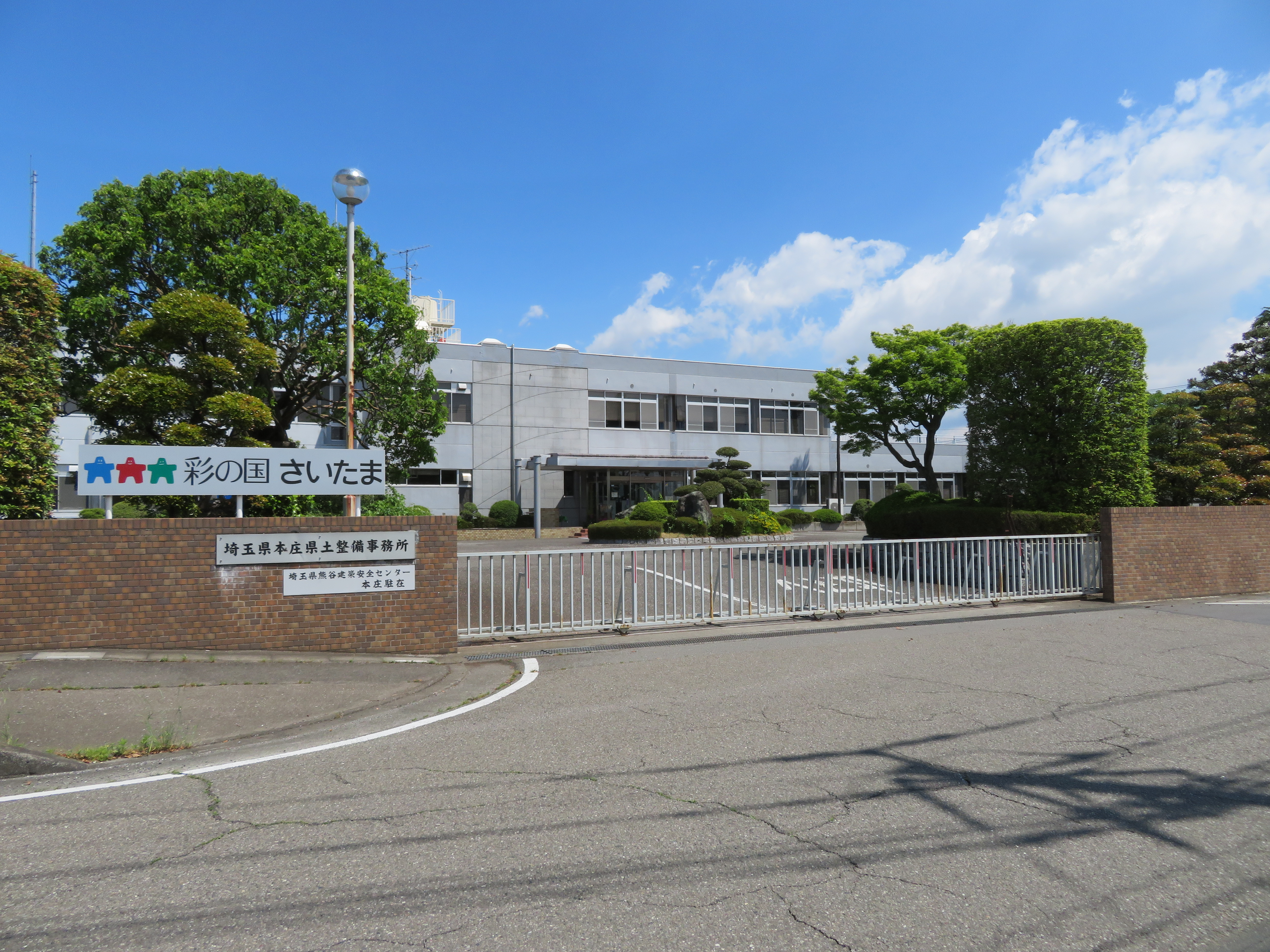
本庄県土整備事務所・熊谷建築安全センター本庄駐在

### 国の施設
行政機関
- 本庄税務署
- さいたま地方法務局本庄出張所

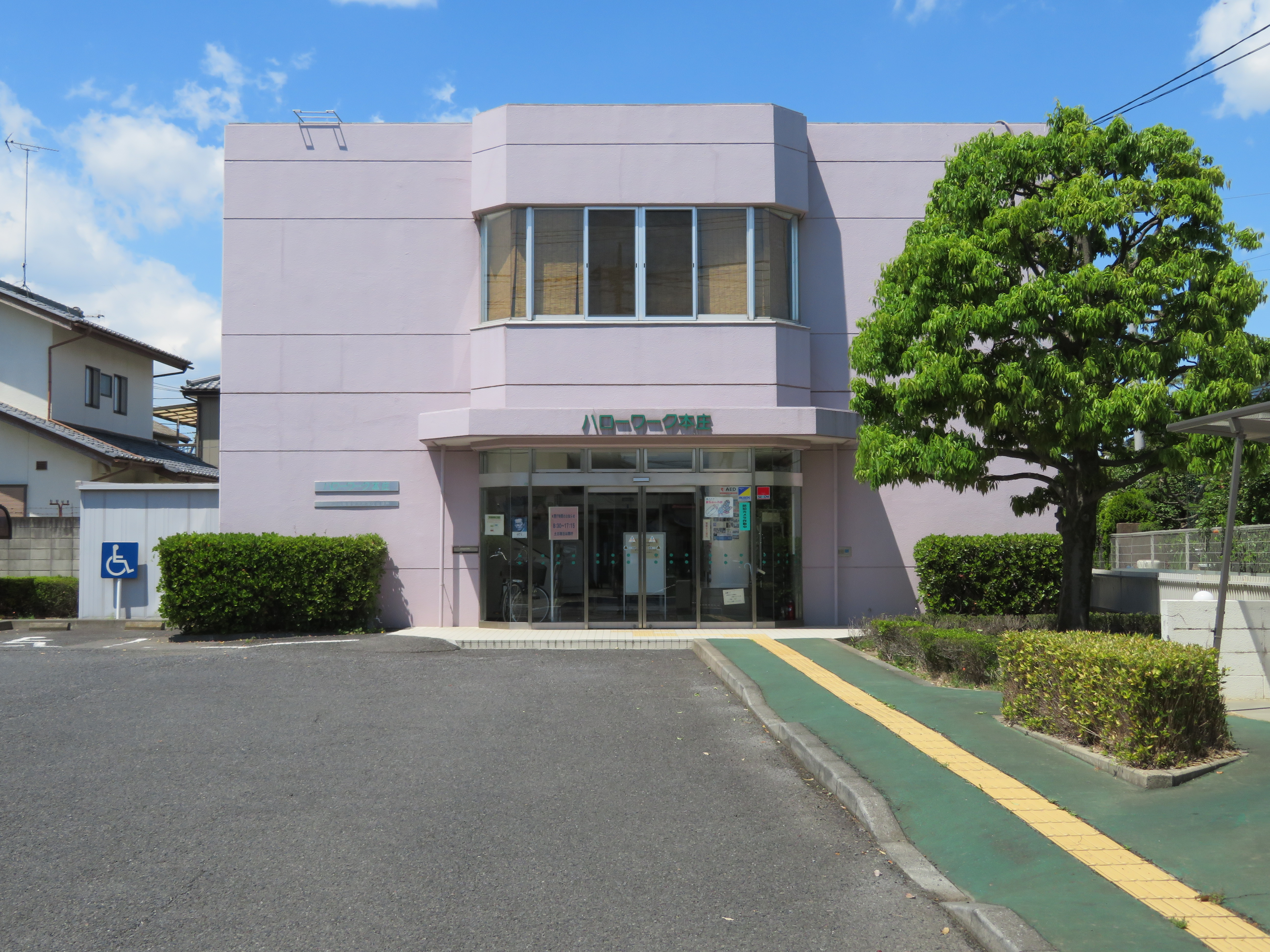
熊谷公共職業安定所本庄出張所

- 熊谷公共職業安定所本庄出張所（ハローワーク本庄）

裁判所
- 本庄簡易裁判所

### 電話
市外局番は0495（本庄MA）。児玉郡上里町、児玉郡美里町、児玉郡神川町（一部0274地区は除く）への通話は市内局番で通話可能。収容局は埼玉本庄局と児玉局。

### 警察
- 本庄警察署（本庄地域及び上里町を管轄）
  - 本庄駅前交番（本庄市）
  - 本庄駅南交番 （本庄市）
  - 上里交番 （児玉郡上里町）
  - 藤田駐在所 （本庄市）
  - 沼和田駐在所 （本庄市）
  - 北泉駐在所 （本庄市）
- 児玉警察署（児玉地域と神川町及び美里町を管轄）
  - 金屋駐在所 （本庄市児玉町）
  - 本泉駐在所 （本庄市児玉町）
  - 共和駐在所 （本庄市児玉町）
  - 丹荘駐在所 （児玉郡神川町）
  - 青柳駐在所 （児玉郡神川町）
  - 渡瀬駐在所 （児玉郡神川町）
  - 東児玉駐在所 （児玉郡美里町）
  - 大沢駐在所 （児玉郡美里町）
  - 神泉駐在所 （児玉郡神川町）

## 教育

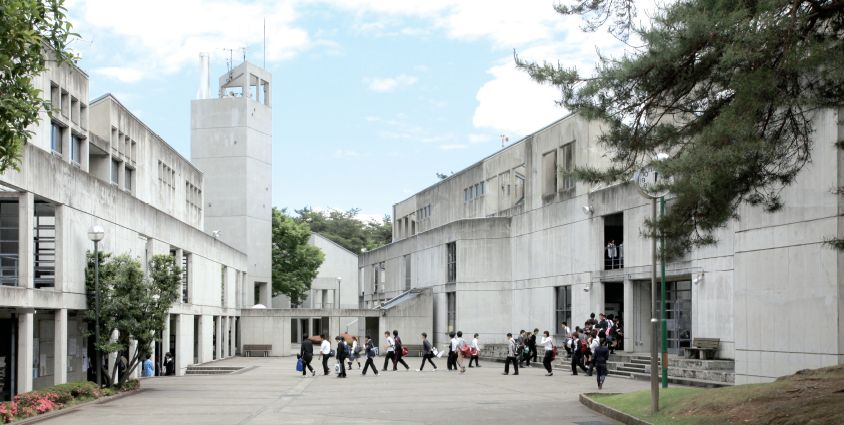
早稲田大学本庄高等学院

### 小学校
- 本庄市立中央小学校
- 本庄市立本庄西小学校
- 本庄市立本庄東小学校
- 本庄市立本庄南小学校
- 本庄市立旭小学校
- 本庄市立北泉小学校
- 本庄市立仁手小学校
- 本庄市立藤田小学校
- 本庄市立児玉小学校
- 本庄市立共和小学校
- 本庄市立金屋小学校
- 本庄市立秋平小学校
- 本庄市立本泉小学校(休校中)

### 中学校
- 公立
  - 本庄市立本庄西中学校
  - 本庄市立本庄東中学校
  - 本庄市立本庄南中学校
  - 本庄市立児玉中学校

- 私立
  - 本庄東高等学校附属中学校※中高併設
  - 本庄第一中学校※中高併設

### 高等学校
- 公立
  - 埼玉県立本庄高等学校
  - 埼玉県立児玉高等学校

- 私立
  - 本庄第一高等学校※中高併設
  - 本庄東高等学校※中高併設
  - 早稲田大学本庄高等学院

過去に設置されていた高等学校
- 埼玉県立本庄北高等学校（2013年3月31日をもって埼玉県立本庄高等学校に統合し廃校）
- 埼玉県立児玉白楊高等学校（2023年4月1日をもって埼玉県立児玉高等学校に統合し廃校）

### 大学
- 私立
  - 早稲田大学 本庄キャンパス（大学院環境・エネルギー研究科）

### 特別支援学校
- 埼玉県立本庄特別支援学校

## 交通

### 鉄道
東日本旅客鉄道（JR東日本）
 上越新幹線・北陸新幹線
- - 本庄早稲田駅 -

 高崎線・■上野東京ライン・ 湘南新宿ライン
- - 本庄駅 -

■八高線
- - 児玉駅 -

また、かつては本庄電気軌道も存在した。

### バス
- 路線バス
  - 朝日自動車本庄営業所
  - 県北都市間路線代替バス（武蔵観光）
  - 十王自動車
  - はにぽんシャトル - 本庄市市内循環バスから転換。
- 高速バス
  - JRバス関東 新宿駅（バスタ新宿）・東京駅行き（本庄沼和田に停車）

### タクシー
タクシーの営業区域は県北交通圏で、熊谷市・深谷市・行田市・加須市・羽生市などと同じである。

### 道路
高速自動車国道
- 関越自動車道：本庄児玉IC

一般国道
- 国道17号
- 国道254号
- 国道462号

県道
- 主要地方道
  - 埼玉県道13号前橋長瀞線
  - 埼玉県道23号藤岡本庄線
  - 埼玉県道31号本庄寄居線
  - 埼玉県道44号秩父児玉線
  - 埼玉県道45号本庄妻沼線
  - 埼玉県道75号熊谷児玉線
- 一般県道
  - 埼玉県道131号児玉新町線
  - 埼玉県道142号本庄停車場線
  - 埼玉県道175号小前田児玉線
  - 埼玉県道191号児玉停車場線
  - 埼玉県道258号中瀬牧西線
  - 埼玉県道259号新野岡部停車場線
  - 埼玉県道287号長瀞児玉線
  - 埼玉県道351号沼和田杉山線
  - 埼玉県道352号児玉町蛭川普済寺線
  - 埼玉県道392号勅使河原本庄線

## 名所・旧跡・観光・祭事
- 塙保己一記念館
- 若泉公園
- 雉岡城
- 本庄城
- 骨波田の藤（こっぱだのふじ）
- 鷺山古墳
- 本庄サーキット
- 成身院百体観音堂（日本三大さざえ堂の一つ）
- 本庄まつり（11月2日・3日）
- 高尾山だるま市（1月2日）
- 本庄祇園祭（7月中旬）
- 本庄商業祭楽市（11月最終日曜日）

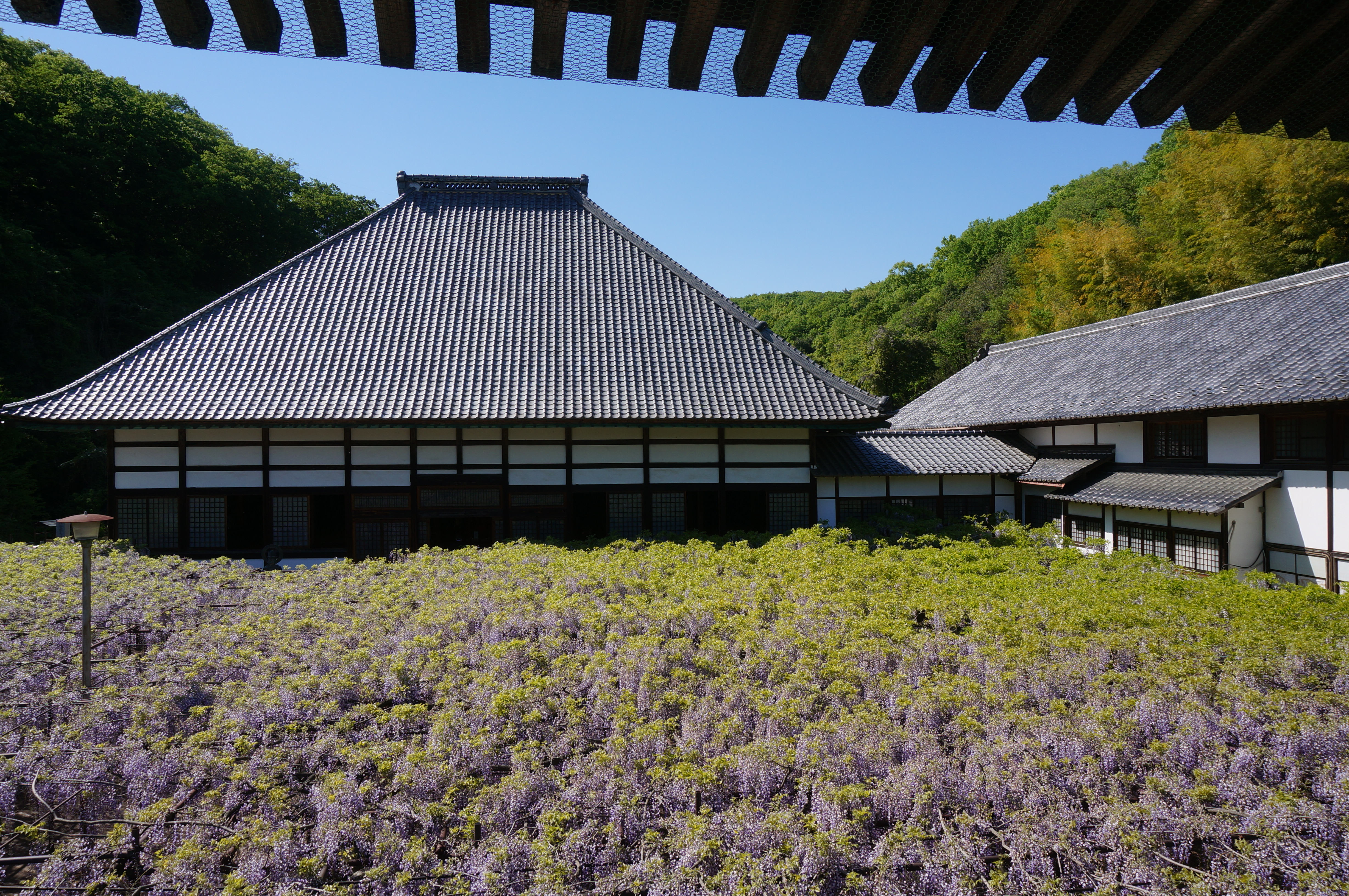
長泉寺にある骨波田の藤

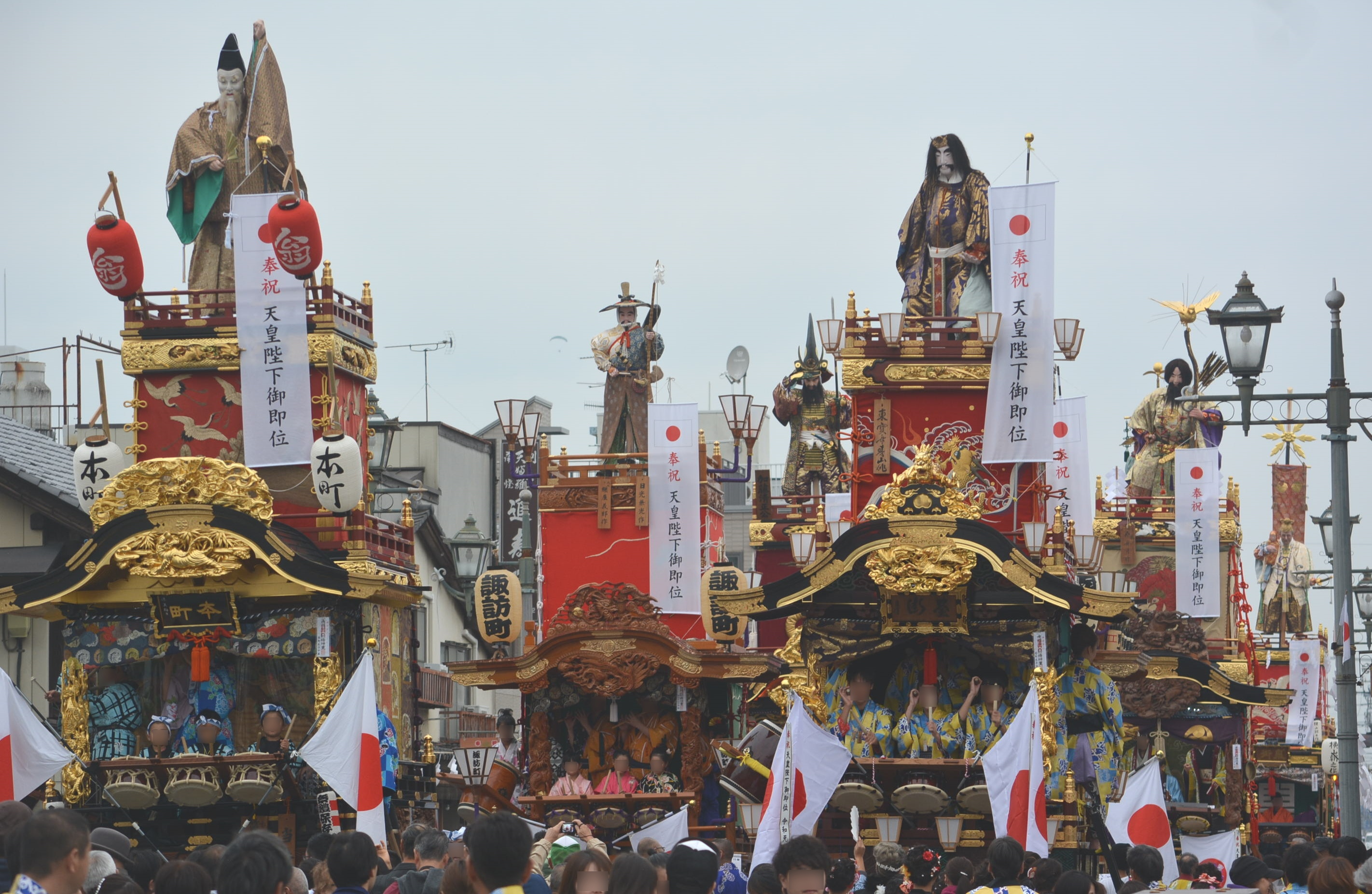
本庄まつりの山車

- 旧本庄警察署 - 本庄市立歴史民俗資料館だったが2020年（令和2年）閉館。

## 映画・ドラマ

### ロケーション撮影
- 当市は周辺の市町村と比べると映画・ドラマ・プロモーションビデオの撮影が多く、『スパイ・ゾルゲ』（2003年）、『ゴジラ FINAL WARS』（2004年）、『日本沈没』（2006年）、『東京タワー 〜オカンとボクと、時々、オトン〜』、『医龍2』（2007年）などの撮影が行われている。銀座通りや岡病院、若泉公園がロケ地として使われることが多いようである。2007年夏公開の『ワルボロ』の撮影や同年秋公開の『恋空』の一部シーンの撮影も行われた。
- 本庄サーキットでは木村拓哉主演の『エンジン』のロケが行われ、木村がトムスのF3マシンを実際に運転した。
- 『ROOKIES』ではテレビドラマ、映画とも本庄総合公園市民球場でロケが行われた。
- 当市で最初に映画撮影が行われた作品は、『暴力の街』（1950年、原作 朝日新聞社浦和支局同人著『ペン偽らず』、配給大映、監督山本薩夫）である。当時は連合国軍占領下、自治体は「本庄町」の時代であった。実際にあった「本庄事件」を元に撮影された作品である。

### かつて存在した映画館
大正後期の時代（1920年代）に、下記の映画館が存在していた。「常磐座通り」と呼ばれる通りは現存する。
- 電気館 （児玉郡本庄町七軒町、現在の本庄市駅南1丁目、現存せず）
- 常磐座 （同上、現存せず）

1957年（昭和32年）には、下記の映画館が存在していた。上記と重なるのか、所在地等は不明、いずれも現存しない。
- 電気館
- 第二電気館
- 本庄文化映画劇場

現在は市内には映画館は存在せず、近隣の児玉郡上里町に「ユナイテッド・シネマ ウニクス上里」が2007年（平成19年）8月15日に開業した。

## 著名な出身者
近代以前
- 庄田門弥（発明家）
- 戸谷半兵衛家（本庄宿の豪商）
- 森田豊香（豪商、歌人）
- 塙保己一（国学者）
- 本庄晋一（またを本庄俊篤）：（眼科医）
- 金井稠共（和算学者）
- 本因坊丈和（戸谷半兵衛家の下、丁稚として住んでいた時期がある）
- 吉田清英（初代埼玉県知事。晩年在住。薩摩出身）

現代
- 諸井恒平（実業家）
- 諸井春畦（書道家）
- 諸井四郎（実業家）
- 諸井六郎（外交官）
- 倉林育四郎 (元武田薬品工業社長)
- 竹越与三郎（評論家、政治家）
- 石川三四郎（社会思想家）
- 四方田草炎（画家）
- 卜部喜太郎（弁護士）
- 大澤武男（欧州史学家、著述家）
- 谷部金次郎 (料理人、料理研究家。昭和天皇の料理番として有名)
- 嘉田由紀子（元滋賀県知事）
- 新井淳（大正時代の俳優）
- 大野治夫（気象予報士）
- 広川ひかる（ダチョウ倶楽部上島竜兵の妻、タレント)
- 松川未樹（演歌歌手） - 本庄市広報観光大使
- "黒天使"沼澤邪鬼（大日本プロレス所属のプロレスラー）
- 町田昌弘（ミュージシャン・100s） - 旧児玉町出身
- 樹森大介（サッカー選手）
- 町田忠道（サッカー選手）
- 黛英里佳（女優）- 本庄市広報観光大使
- 井上小百合（元乃木坂46）[13] - 本庄市広報観光大使
- 佐々木琴子（元乃木坂46）[14] - 本庄市広報観光大使
- 内田航平（サッカー選手） - 本庄市広報観光大使
- 春風亭昇輔 - (落語家)
- 湊川えみ  (女優)
- アンゴラ村長（にゃんこスター）
- Ranmalu（ミュージシャン・The Winking Owl）
- 出川己代造（調教師）
- 杉原凜（アナウンサー）[14] - 本庄市広報観光大使

## 在住者
- 諸井貫一（実業家、経団連創設者）
- 清水章吾（俳優） - 児玉地区在住[15]。埼玉県熊谷市より転居。本庄市広報観光大使。

## 姉妹都市・提携都市

### 日本国内
複数の都市と災害時相互応援協定を締結している。
- さくら市（栃木県） - 2013年（平成25年）1月21日[16]
- 加須市（埼玉県）及び渋川市（群馬県） - 2014年（平成26年）8月1日[16]
- 喜多方市（福島県） - 2014年（平成26年）8月1日[16]
- 水戸市（茨城県） - 2018年（平成30年）12月15日[16]
- 館林市（群馬県） - 2020年（令和2年）2月7日[16]
- 焼津市（静岡県） - 2023年（令和5年）3月24日[16]

など

### 国外
- 台南市（台湾）：2025年（令和7年）2月13日 - 友好都市提携 [17]